# Title (album của Meghan Trainor)
Title là album phòng thu thứ đầu tay của nữ ca sĩ kiêm sáng tác người Mỹ Meghan Trainor, được ra mắt ngày 9 tháng 1 năm 2015 bởi hãng nhạc Epic Records.

## Thành phần

### Nhạc trongTitle
Nhạc trong album thuộc thể loại blue-eyed soul, doo-wop và pop sound. 

## Danh sách bài hát
| Standard edition | Standard edition                            | Standard edition                                               | Standard edition       | Standard edition |
| STT              | Nhan đề                                     | Sáng tác                                                       | Nhà sản xuất           | Thời lượng       |
| ---------------- | ------------------------------------------- | -------------------------------------------------------------- | ---------------------- | ---------------- |
| 1.               | "The Best Part (Interlude)"                 | Meghan Trainor                                                 | Kevin Kadish           | 0:24             |
| 2.               | "All About That Bass"                       | Trainor Kadish                                                 | Kadish                 | 3:11             |
| 3.               | "Dear Future Husband"                       | Trainor Kadish                                                 | Kadish                 | 3:04             |
| 4.               | "Close Your Eyes"                           | Trainor Kadish                                                 | Kadish                 | 3:41             |
| 5.               | "3am"                                       | Trainor Chris Gelbuda Ben Fagan Todd Carey Karen Thronton      | Gelbuda                | 3:06             |
| 6.               | "Like I'm Gonna Lose You" (với John Legend) | Trainor Justin Weaver Caitlyn Smith                            | Gelbuda Trainor        | 3:45             |
| 7.               | "Bang Dem Sticks"                           | Trainor James G. Morales Matthew Morales Julio David Rodriguez | The Elev3n Trainor [a] | 3:00             |
| 8.               | "Walkashame"                                | Trainor Kadish                                                 | Kadish                 | 2:59             |
| 9.               | "Title"                                     | Trainor Kadish                                                 | Kadish                 | 2:55             |
| 10.              | "What If I"                                 | Trainor Kadish                                                 | Kadish                 | 3:20             |
| 11.              | "Lips Are Movin"                            | Trainor Kadish                                                 | Kadish                 | 3:02             |
| Tổng thời lượng: | Tổng thời lượng:                            | Tổng thời lượng:                                               | Tổng thời lượng:       | 32:27            |

| Deluxe edition   | Deluxe edition                | Deluxe edition                   | Deluxe edition   | Deluxe edition |
| STT              | Nhan đề                       | Sáng tác                         | Nhà sản xuất     | Thời lượng     |
| ---------------- | ----------------------------- | -------------------------------- | ---------------- | -------------- |
| 12.              | "No Good for You"             | Trainor Brett James              | J.R. Rotem       | 3:36           |
| 13.              | "Mr. Almost" (với Shy Carter) | Trainor Jesse Frasure Shy Carter | Kadish           | 3:16           |
| 14.              | "My Selfish Heart"            | Trainor                          | Kadish           | 3:47           |
| 15.              | "Credit"                      | Trainor Kadish                   | Kadish           | 2:51           |
| Tổng thời lượng: | Tổng thời lượng:              | Tổng thời lượng:                 | Tổng thời lượng: | 45:57          |

| Japan bonus tracks | Japan bonus tracks                           | Japan bonus tracks | Japan bonus tracks | Japan bonus tracks |
| STT                | Nhan đề                                      | Sáng tác           | Nhà sản xuất       | Thời lượng         |
| ------------------ | -------------------------------------------- | ------------------ | ------------------ | ------------------ |
| 16.                | "I'll Be Home"                               | Trainor            | Trainor            | 3:39               |
| 17.                | "All About That Bass" (Instrumental Version) | Trainor, Kadish    | Kadish             | 3:08               |
| 18.                | "Title" (Instrumental Version)               | Trainor, Kadish    | Kadish             | 2:53               |

## Xếp hạng & chứng nhận
| BXH (2015)                               | Vi Trị |
| ---------------------------------------- | ------ |
| Album Úc (ARIA)                          | 1      |
| Album Áo (Ö3 Austria)                    | 13     |
| Album Bỉ (Ultratop Vlaanderen)           | 55     |
| Album Bỉ (Ultratop Wallonie)             | 57     |
| Album Canada (Billboard)                 | 1      |
| Album Đan Mạch (Hitlisten)               | 10     |
| Album Hà Lan (Album Top 100)             | 16     |
| Album Phần Lan (Suomen virallinen lista) | 13     |
| Album Pháp (SNEP)                        | 30     |
| Album Đức (Offizielle Top 100)           | 14     |
| Greek Albums (IFPI)                      | 14     |
| Album Hungaria (MAHASZ)                  | 40     |
| Album Ireland (IRMA)                     | 4      |
| Album Ý (FIMI)                           | 53     |
| Nhật Ban (Oricon)                        | 58     |
| Album New Zealand (RMNZ)                 | 1      |
| Album Na Uy (VG-lista)                   | 8      |
| Album Bồ Đào Nha (AFP)                   | 27     |
| Album Scotland (OCC)                     | 1      |
| South African Albums (RiSA)              | 15     |
| Album Tây Ban Nha (PROMUSICAE)           | 4      |
| Album Thụy Điển (Sverigetopplistan)      | 5      |
| Album Thụy Sĩ (Schweizer Hitparade)      | 2      |
| Album Anh Quốc (OCC)                     | 1      |
| Album Hoa Kỳ Billboard 200               | 1      |

</
| Úc (ARIA)                                                                          | {{{award}}}      | 0               |               |                         |              |                   |                       |      |         |
| refname = AuCr                                                                     | award = Platinum | certyear = 2015 | title = Title | artist = Meghan Trainor | type = album | relyear = 2014 }} | Canada (Music Canada) | Gold | 40.000^ |
| New Zealand (RMNZ)                                                                 | Gold             | 7.500^          |               |                         |              |                   |                       |      |         |
| Ba Lan (ZPAV)                                                                      | Gold             | 10.000‡         |               |                         |              |                   |                       |      |         |
| Anh Quốc (BPI)                                                                     | Gold             | 100,426*        |               |                         |              |                   |                       |      |         |
| Hoa Kỳ (RIAA)                                                                      | Gold             | 500.000^        |               |                         |              |                   |                       |      |         |
| * Chứng nhận dựa theo doanh số tiêu thụ. ^ Chứng nhận dựa theo doanh số nhập hàng. |                  |                 |               |                         |              |                   |                       |      |         |